# Bjersgård
Bjersgård (även Bjärsgård) är en herrgård i Klippans kommun i Skåne.

## Historik
Historiskt sett har godset legat i Gråmanstorps socken (mark har även funnits i andra socknar) och Norra Åsbo härad. Huvudgården ligger på en holme i en liten insjö på gränsen mellan skogstrakten och den skoglösa åkerbygden, inte långt från Klippan. Efter att länge ha tillhört släkten Gyllenstierna gjordes Bjersgård av Margareta Sofia Gyllenstierna, änka efter överste Nils Hästesko, 1725 till fideikommiss för Axel Erik Gyllenstierna af Lundholm. Godset innehades från 1868 av fideikommissarien till Krapperup, Nils Gyllenstierna. Fideikommisset upphörde 1976, då den siste fideikommissarien Gustav Gyllenstierna af Lundholm avled.
Godset ägs i dag av Sten Gyllenstierna. Man satsar stort på mjölkproduktion och har investerat i en mjölkningskarusell för 40 kor samtidigt.